# Babiak (stacja kolejowa)
Babiak (w latach 1942–1945 Babenwald) – stacja kolejowa w Babiaku (powiat kolski), położona przy linii kolejowej nr 131 Chorzów Batory – Tczew.

## Ruch pasażerski
| Rok  | Wymiana pasażerska na dobę |
| ---- | -------------------------- |
| 2017 | 20-49                      |
| 2022 | 0-9                        |

## Informacje ogólne
Stacja kolejowa w Babiaku leży na odcinku M linii kolejowej nr 131, obejmującym obszar pomiędzy Ponętowem a Inowrocławiem Rąbinkiem.
Znajduje się tutaj otwarty budynek stacyjny, natomiast kasy biletowe od kilkunastu lat są zamknięte. Stacja składa się z trzech peronów i trzech krawędzi peronowych. Nie ma przejść nadziemnych ani podziemnych.

## Historia
Stacja kolejowa w Babiaku została otwarta dnia 1 marca 1933 roku wraz z oddaniem do użytku części linii kolejowej nr 131 ze Zduńskiej Woli do Inowrocławia. Linia ta, zwana magistralą węglową, wybudowana została w celu przewozu towarów (głównie węgla) z Górnośląskiego Okręgu Przemysłowego do Trójmiasta, stąd korzystały z niej głównie pociągi towarowe. 30 grudnia 1966 linia została zelektryfikowana.
21 lutego 1962 na odcinku pomiędzy Babiakiem a Lipimi Górami doszło do wypadku – w czasie mijania się pociągu towarowego z osobowym doszło do eksplozji kotła w parowozie, w wyniku czego śmierć poniosła drużyna pociągu towarowego, a pasażerowie składu osobowego zostali ranni.
19 grudnia 2012 na stacji podczas jazdy manewrowej wykoleił się pociąg PKP Cargo, co spowodowało zamknięcie odcinka pomiędzy Babiakiem a Zaryniem na około dwie godziny.

## Ruch osobowy
Ze względu na przeznaczenie magistrali węglowej głównie do przewozów towarowych, ruch pasażerski miał na tej linii kolejowej mniejsze znaczenie. W XX wieku kursowały tu jednak regularnie pociągi osobowe pomiędzy Mysłowicami, Częstochową, Katowicami, Zduńską Wolą a Inowrocławiem, Toruniem Głównym i Gdynią. Po 2000 roku rozpoczęto ograniczanie ruchu osobowego, a w grudniu 2008 ze względu na pogarszający się stan techniczny torów całkowicie zawieszono ruch pociągów osobowych na odcinku pomiędzy Babiakiem a Ponętowem.
10 grudnia 2011 mimo protestów mieszkańców odjechał z Babiaka ostatni pociąg osobowy w kierunku Inowrocławia. Zawieszenie połączeń spowodowane było niską frekwencją.
26 kwietnia 2015 pociąg PKP InterCity TLK Kujawiak kursujący pomiędzy Warszawą Wschodnią a Piłą Główną został pierwszym pociągiem pasażerskim od grudnia 2011, który zatrzymał się na stacji w Babiaku. W rozkładzie jazdy obowiązującym od stycznia do grudnia 2016 pociąg ten zastąpiono pociągiem TLK Przybyszewski kursującym pomiędzy Bydgoszczą Główną a Warszawą Wschodnią, a w grudniu 2016 pociągiem TLK Kutrzeba tej samej relacji.